# Palazzo delle Biscie

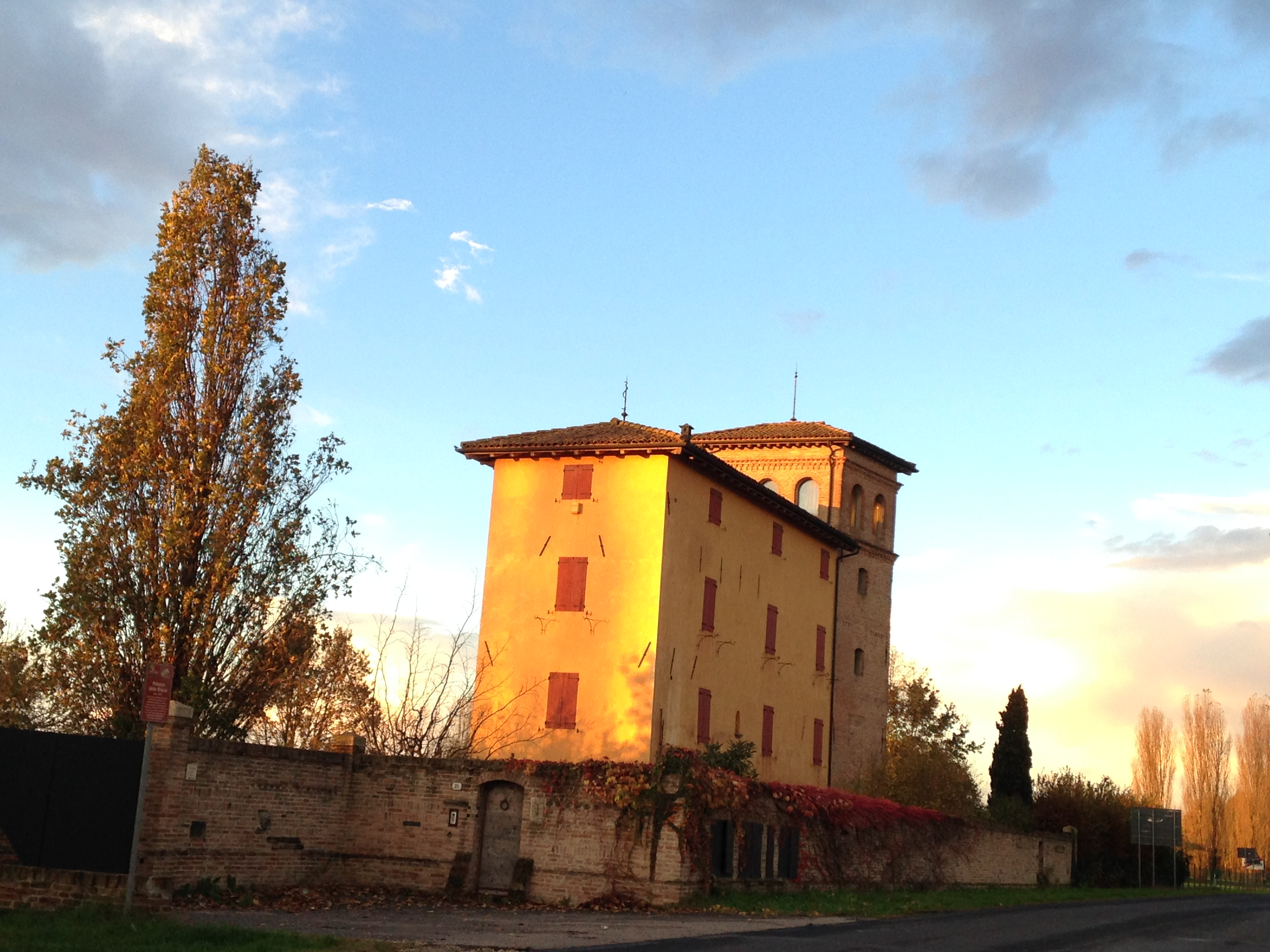
Palazzo delle Biscie in Molinella

Der Palazzo delle Biscie ist ein historischer Palast in Molinella in der italienischen Region Emilia-Romagna.

## Geschichte und Beschreibung
Es handelt sich um einen Palast, der um 1400 entstand und an den ein Wachturm angebaut ist. Seine erste Funktion war die eines militärischen Vorpostens, denn von dem Turm aus konnte man den schiffbaren Kanal Richtung Bologna überwachen. Am 25. Juli 1467 fand in der Nähe des Palastes die Grande Battaglia della Molinella e della Riccardina (dt.: Große Schlacht von Molinella und Riccardina) statt, wo sich Bartolomeo Colleoni, ein Condottiere, der insbesondere für die Republik Venedig kämpfte, mit 14.000 Infanteristen Federico da Montefeltro und 13.000 Soldaten von König Ferdinand I. von Neapel, Gian Galeazzo Maria Sforza und Piero di Cosimo de’ Medici gegenüberstanden. Nach dem blutigen Händel, bei dem es weder Gewinner noch Verlierer gab, suchte Colleoni in Molinella Zuflucht, wo die Militärs des Palazzo delle Biscie ihm Schutz gewährten. Später erlangte der Palast die Funktion einer Wassermühle, wobei die Wasser des sogenannten „Canalazzo“ genutzt wurden, der vom Idice in Guarda ausging und in Richtung des Sumpfes von Marmorta verlief. In dieser sumpfigen und unsicheren Gegend war der Transit vom Turm notwendig und es entwickelten sich Kanäle und natürliche Wasserläufe. Von Bologna führte der „Canalezzo“ durch Teile von San Martino di Sopra und trat ins Herzogtum der D’Estes ein, wobei Zoll an den Militärpalast gezahlt wurde. Später kam der Palast in Besitz der Malvezzi Campeggi, die daraus ein Jagdschloss machten; im 18. Jahrhundert fiel er an einen gewissen Busciene, von dem vielleicht der Name des Palastes abgeleitet ist, verballhornt durch den örtlichen Dialekt. Aus den Dokumenten des Staatsarchivs, aus den Katastertafeln von Boncompagni und Pontificio gibt es offensichtliche Spuren etlicher Eigentümerwechsel und 1813 wurde der Hofkomplex von San Martino di Sopra in „Palazzo di Busciene“ umbenannt. Es gibt eine kolorierte Karte, die 1737 vom Experten Antonio Laghi erstellt wurde, der, wie folgt, kommentiert:

“Pianta e misura della Tenuta detta della Molinella spettante alli Signori Eredi Campeggi, posta nel Comune di San Martino Di Sopra, Conti di Bologna proprietari di tre possessioni (…)“

(dt.: Plan und Maße des Lehens namens „Della Molinella“ wegen der Herren Erben Campeggi, gelegen in der Kommune San Martino di Sopra, die Grafen von Bologna Eigentümer dreier Anwesen (…)“)

Es gibt Legenden über den kuriosen Namen „Biscie“ (mit dem Dialekt-i hinzugefügt), von denen eine aussagt, dass auf den geraden Schaufeln des Mühlrades an einem Tag im Mai sich ein Gewirr von Wasserschlangen (it.: bisce d’acqua) verliebte „und überall verstreut wurden“. Die Mühle wurde danach für alle der „Palazzo delle Biscie“! Wahrscheinlicher aber ist es, dass der Name vom Schlachtruf der Sforza-Armeen während der Schlacht von Molinella abgeleitet wurde, der lautete: „Biscie! Biscie!“
Gleich nach dem Zweiten Weltkrieg lebten dort sechs Familien von Vertriebenen, später wurde der Palast zu einem Nebengebäude eines Bauernhofes und schließlich verfiel er zu einer Ruine.
1998 kaufte ihn Sergio Frascari, ließ ihn restaurieren und so ihn seinen alten architektonischen Stand zurückversetzen.
Heute ist der Palast eine prestigeträchtige Akademie und Hochzeitslokation.